# John Barrett (Friseur)
John Francis Barrett (* 10. Januar 1957 in Limerick, Irland; † 9. August 2023 in New York City, New York, Vereinigte Staaten) war ein irisch-US-amerikanischer Friseur und Unternehmer, dessen Kundschaft aus zahlreichen Prominenten bestand.

## Leben
Barrett wurde als eines von 10 Kindern eines Arbeiters und einer Hausfrau in ärmlichen Verhältnissen im irischen Limerick geboren. Im Alter von 13 Jahren bestritt er seinen Lebensunterhalt mit dem Verkauf von Souvenirs auf der Oxford Street in London. Später fand er eine Anstellung im Friseursalon Michaeljohn im Londoner Stadtteil Belgravia, zu dessen Kunden bereits damals Mick Jagger und Liza Minnelli zählten. Mitte der 1970er Jahre schloss er dort seine Ausbildung zum Friseur und Stylisten ab. Durch Zufall wurde Elizabeth Taylor eine seiner ersten prominenten Kundinnen. 
In den 1980er Jahren wechselte er als eigenständiger Friseur nach Los Angeles, kehrte in den 1990er Jahren für kurze Zeit nach London zurück, bevor er sich schließlich in New York City niederließ und dort ab 1996 in der Penthouse-Etage des Bergdorf Goodman einen exklusiven Friseursalon betrieb. Weitere Salons eröffnete er in der Bond Street, wie sein erster gleichfalls im New Yorker Stadtteil Manhattan, und einen in Palm Beach, Florida. Zu seiner Kundschaft, die sich dort zu Preisen ab 600 US-Dollar von ihm regelmäßig frisieren ließ, zählten unter anderen Hillary Clinton, Geena Davis, Ethel Kennedy, Martha Stewart, Beyoncé, Reese Witherspoon, Venus Williams und auch Prinzessin Diana. Mit Hilfe des Finanzinvestors James R. Hedges IV. (* 1967) als Chief Executive Officer wandelte Barrett seinen Salonbetrieb 2013 in die John Barrett Holdings LLC, welche unter anderem die Exklusivrechte am Vertrieb der Haarpflegeserie des US-amerikanischen Designers Tom Ford besitzt und auf die 2015 allein 8,6 Prozent des weltweiten Umsatzes der Luxusmarke Shu Uemura zurückging. Nach einer Erhebung aus dem Jahr 2015 erwirtschaftete Barrett mit 70.000 Kunden pro Jahr 2.700 US-Dollar pro Quadratfuß (umgerechnet rund 29.000 US-Dollar pro Quadratmeter) Ladenfläche, was einem Gesamtvolumen von über 57,6 Mio. US-Dollar pro Jahr entspricht.
Barrett starb im August 2023 im Alter von 66 Jahren in einem Krankenhaus in Manhattan an den Folgen einer Erkrankung an Leukämie.